# Aoen
aoen（日語：アオエン）是日本YX LABELS透過選秀節目《應援HIGH》推出的七人男子團體，由七位日本成員YUJU、RUKA、GAKU、HIKARU、SOTA、KYOSUKE、REO組成，並由YUJU擔任隊長以及RUKA擔任副隊長。團體於2025年4月23日正式成立，並於同年6月11日以首張單曲《藍色太陽 (The Blue Sun)》出道。

## 官方設定

### 團名與問候語
團名「aoen」意思為最炙熱的「藍色火焰」，將以奔放的熱情填滿世界，並蘊含著為大家應援的團體。aoen將在心中燃燒著世界上最炙熱的藍色火焰成為充滿活力的團體。問候口號為「We are the blue sun！大家好，我們是aoen。」

### 粉絲名
2025年4月23日公開粉絲名稱「aoring」，意指如同漫畫中登場的夥伴一樣，彼此互相依靠、同甘共苦，在危難時刻總能成為彼此的力量。aoring是使aoen的藍色火焰無畏地更加猛烈燃燒的起爆劑，同時代表aoen充滿活力的「Blue (日語:ao)」與「Ring」結合，象徵著藝人和粉絲凝聚成一個圓圈，共同享受有趣事物的美好寓意。

## 成員
- 名字粗體為隊長YUJU和副隊長RUKA

| 藝名    | 藝名 | 藝名 | 本名      | 本名                             | 本名 | 出生日期 出生地           | 顏色/動物 |
| 英文    | 日文 | 韓文 | 漢字      | 日文讀法                         | 韓文 | 出生日期 出生地           | 顏色/動物 |
| ------- | ---- | ---- | --------- | -------------------------------- | ---- | ------------------------- | --------- |
| YUJU    |      |      | 蒼井 優樹 | あおい ゆうじゅ Aoi Yuju         |      | 2002年12月20日 埼玉縣     | 狗        |
| RUKA    |      |      | 山倉 琉楓 | やまくら るか Yamakura Ruka      |      | 2003年11月1日 宮崎縣      | 海豚      |
| GAKU    |      |      | 藤野 雅久 | ふじの がく Fujino Gaku          |      | 2004年4月25日 長野縣      | 老虎      |
| HIKARU  |      |      | 白濱 輝   | しらはま ひかる Shirahama Hikaru |      | 2005年3月28日 群馬縣      | 天鵝      |
| SOTA    |      |      | 岡本 颯太 | おかもと そうた Okamoto Sota     |      | 2005年8月15日 東京都      | 黑貓      |
| KYOSUKE |      |      |           | いざわ きょうすけ Izawa Kyosuke  |      | 2005年9月25日 神奈川縣    | 海豹      |
| REO     |      |      |           | Shinto Reo                       |      | 2007年7月9日 宮城縣仙台市 | 兔子      |

## 發展歷程

### 出道前
2022年，GAKU與HIKARU參加HYBE LABELS JAPAN（現YX LABELS）的選秀節目《&AUDITION - The Howling -》遭到淘汰。
2023年至2025年，YUJU、RUKA、GAKU、HAKU（現HIKARU）、KYOSUKE、REO為HYBE LABELS JAPAN（現YX LABELS）旗下練習生團體「24組」成員。
2025年2月15日，YX LABELS旗下8名練習生團體24組與3名新練習生出演選秀節目《應援-HIGH ~夢的起跑線~》播出。同年4月12日，於節目最後一集，選出5名出道成員YUJU、RUKA、HAKU（現HIKARU）、SOTA、KYOSUKE。同年4月23日於日本電視台節目《DayDay.》公開透過觀眾投票2名出道成員為GAKU與REO，團體正式成立。

### 2025年：出道
6月11日，發行首張單曲《藍色太陽 (The Blue Sun)》正式出道，並宣布成員HAKU (ハク)改回原本藝名HIKARU (輝)。

## 音樂作品

### 日語
單曲專輯
- 2025年《藍色太陽 (The Blue Sun)》

## 媒體作品

### 專屬節目
| 年份   | 開播    | 結束    | 電視台／OTT | 節目名稱 | 集數 | 備註 |
| ------ | ------- | ------- | ----------- | -------- | ---- | ---- |
| 2025年 | 2月15日 | 4月12日 | hulu、日視  | 應援HIGH | 8    |      |

## 外部連結
- aoen的官方網站
- aoen的環球音樂官方網站
- aoen官方的X（前Twitter）
- aoen成員的X（前Twitter）
- aoen的Instagram帳戶
- YouTube上的aoen頻道
- aoen的Weverse社群
- aoen的TikTok
- aoen的哔哩哔哩个人空间（中文）
- aoen的新浪微博（中文）
- aoen的抖音帳號（中文）